# NGC 2491
NGC 2491 је спирална галаксија у сазвежђу Мали пас која се налази на NGC листи објеката дубоког неба.
Деклинација објекта је + 7° 59' 4" а ректасцензија 7h 58m 27,3s. Привидна величина (магнитуда) објекта NGC 2491 износи 14,8 а фотографска магнитуда 15,6. NGC 2491 је још познат и под ознакама CGCG 31-7, NPM1G +08.0123, PGC 22353.